# Публий Корнелий Долабела (консул 55 г.)
Вижте пояснителната страница за други личности с името Публий Корнелий Долабела.
Публий Корнелий Долабела (на латински: Publius Cornelius Dolabella) e сенатор на Римската империя. Произлиза от клон Долабела на фамилията Корнелии.
През май 55 г. той е суфектконсул заедно със Сенека.